# Municipio de Bayou II
El municipio de Bayou II (en inglés: Bayou II Township) es un municipio ubicado en el condado de Ozark en el estado estadounidense de Misuri. En el año 2010 tenía una población de 466 habitantes y una densidad poblacional de 5,38 personas por km².

## Geografía
El municipio de Bayou II se encuentra ubicado en las coordenadas 36°36′52″N 92°10′26″O / 36.61444, -92.17389. Según la Oficina del Censo de los Estados Unidos, el municipio tiene una superficie total de 86.61 km², de la cual 86,51 km² corresponden a tierra firme y (0,12 %) 0,1 km² es agua.

## Demografía
Según el censo de 2010, había 466 personas residiendo en el municipio de Bayou II. La densidad de población era de 5,38 hab./km². De los 466 habitantes, el municipio de Bayou II estaba compuesto por el 97,85 % blancos, el 0,21 % eran asiáticos y el 1,93 % eran de una mezcla de razas. Del total de la población el 0,86 % eran hispanos o latinos de cualquier raza.